# Masti
Masti i masna ulja su organski spojevi s velikom ulogom u izgradnji živih bića. Prema kemijskom sastavu su esteri glicerola i viših masnih kiselina pa se svrstavaju u trigliceride, a također i u širu skupinu spojeva koji se zovu lipidi. Ne otapaju se u vodi, ali se otapaju u organskim otapalima.
Masti su spojevi sa zasićenim masnim kiselinama (palmitinska, stearinska), te su zato pri sobnoj temperaturi u krutom ili polukrutom agregatnom stanju, a ulja spojevi s nezasićenim masnim kiselinama (oleinska, linolna, linolenska) pa su zato pri sobnoj temperaturi u tekućem agregatnom stanju.
Živim bićima masti služe kao gradivna tvar i za prehranu. Iz njih se dobiva dvostruko više energije po jedinici mase nego iz bjelančevina i ugljikohidrata. Također su važne kao otapalo za vitamine A, D, E i K koji se bez masti ne bi mogli iskoristiti.
Masti su nužne u čovjekovoj prehrani i kao izvor nekih masnih kiselina koje se potrebne organizmu, a ne može ih sam proizvesti, pa ih zovemo esencijalne masne kiseline (kao što je arahidonska kiselina). U modernoj prehrani prednost imaju biljna ulja (kao što je maslinovo ulje) jer sadrže nezasićene masne kiseline, dok su neke vrste ulja dobar izvor omega-3 masnih kiselina. Nekada su ljudi lovili životinje za prehranu pa su iz njih dobivali životinjske masti, koje se i danas koriste za prehranu, a koje se osobito nalazi u mesu, no većinu životinjskih masti koristi se u hladnijim krajevima (Island, Grenland i Arktik, a koriste ih npr. Tibetanci i Eskimi). Previše masti uzrokuje debljinu (pretilost). 

## Vrste prema proizvodnji
| - životinjska mast / mast životinjskog porijekla - svinjska mast... - biljna mast / mast biljnog porijekla - kokosova mast... | - životinjsko ulje / ulje životinjskog porijekla - ulje od tuljana... - biljno ulje / ulje biljnog porijekla - suncokretovo, maslinovo (djevičansko, ekstra djevičansko), bučino, bademovo, orahovo, arganovo, jojobino |

- hladno prešano ulje